# 岡田祐介
岡田 祐介（おかだ ゆうすけ、1977年〈昭和52年〉1月20日 - ）は、MBC南日本放送のアナウンサー。

## 略歴
佐賀県生まれ。小学2年生まで長崎県諫早市に在住し、その後は大学時代を除き鹿児島市在住。本人曰く「本籍地は熊本県で、実家の墓は宮崎県にある」という。
鹿児島県立鶴丸高等学校卒業後、法政大学文学部地理学科に入学。大学時代は劇団に所属する一方で、アナウンサーを数多く送り出している「山本研究会」にも通っていた。
大学卒業直前には俳優とアナウンサーのどちらを選ぶかで悩んだが、1999年（平成11年）に帰郷しMBC南日本放送へ入社。入社後は、テレビ、ラジオともに満遍なく担当。2004年（平成16年）5月4日から、岡田本人のlivedoor Blogを開設。2008年（平成20年）度までは、松木圭介と高校スポーツの全国大会で密着取材を精力的に行っていた。鹿児島初のプロバスケットボールチームである鹿児島レブナイズは、MBC南日本放送とはゴールドパートナーの関係であるため、同チームのサポーターリーダーとして活動しつつ、アリーナMCとしてホームにおける試合の実況も数多く行う。
入社以来、10年半に渡って独身だったが、2009年（平成21年）10月に結婚し、翌年には長女が誕生。2021年（令和3年）秋からはアナウンス部の部長に就任。

## エピソード
- MBCアナウンサーの中で唯一、自前のブログを開設している。
- J-POPからダンスミュージック、日本や海外のクラブシーン、音楽シーンに至るまで非常に精通しており、若い頃は自身も地元天文館を中心にプライベートの趣味でクラブDJの活動を精力的に行っていた[2]。また、MBCラジオでも鹿児島で活動するクラブミュージックを中心に紹介する番組「Sound ex」を自ら立ち上げた。
- 2007年（平成19年）から4年間、ラジオを中心に活動していた時には「祐子」「岡子」等と称しオカマや若い女性の声色でコントをすることも多かった。また同じ番組を担当していた猫好きな先輩である二見いすずの影響で、猫の鳴き真似の声帯模写も、番組スポットでやっていた。
- 2023年（令和5年）3月26日放送の地方創生プログラム ONE-Jでは、年度末企画として各局のアナウンサーがカラオケを披露する企画に出演[3][4]。

## 担当番組
テレビ
かごしま4（2014年10月6日 - 2017年9月29日、2021年10月4日 - 2024年3月29日 木・金曜担当、2024年4月1日 - 月〜水曜担当。）
- MBCニュース
- どーんと鹿児島（ナレーター）

ラジオ
- MBC50ニュース

## 過去に担当した番組
テレビ
- ふるさとワンダフル（ - 2007年3月）
- 旬感テレビ（2005年度、2006年度担当）
- 岡田祐介のSportsパラダイス
- MBCニューズナウ（スポーツコーナー、月曜日担当）
- ズバッと!鹿児島（ - 2014年9月30日。平日担当）
- 週刊1チャンネル（2018年10月6日 - 2022年3月26日）

ラジオ
- 城山スズメ（2007年度、2008年度担当、火曜担当）
- ゆーすけ・かおりのMorningPalette（2009年度、2010年度担当）
- ゆうぐれエクスプレス